# René Roy (astronomo)
| 10927 Vaucluse      | 29 gennaio 1998  |
| 14643 Morata        | 24 novembre 1998 |
| 38250 Tartois       | 31 agosto 1999   |
| 48960 Clouet        | 25 agosto 1998   |
| 49384 Hubertnaudot  | 12 dicembre 1998 |
| 56041 Luciendumont  | 8 dicembre 1998  |
| 73984 Claudebernard | 26 febbraio 1998 |

René Roy (1938) è un astronomo francese.
Il Minor Planet Center gli accredita la scoperta di nove asteroidi, effettuate tra il 1998 e il 1999.
Gli è stato dedicato l'asteroide 14533 Roy.